# Marma baeri
Marma baeri är en spindelart som beskrevs av Simon 1902. Marma baeri ingår i släktet Marma och familjen hoppspindlar. Inga underarter finns listade i Catalogue of Life.